# Retículo endoplasmático
O retículo endoplasmático, ou ergastoplasma, é um organelo exclusivo de células eucariontes. Formado a partir da invaginação da membrana plasmática, constituído por uma rede de túbulos e vesículas achatados e interconectados, que se comunicam com o envoltório nuclear (carioteca). Foi descoberto em 1945 pelo citologista belga Albert Claude.
A microscopia eletrónica revelou a presença, no interior do citoplasma, de um retículo de membranas lipoproteicas que foi denominado retículo endoplasmático (RE). Conforme a posição das membranas, podemos distinguir a existência de túbulos e sáculos ou vesículas achatadas. O retículo endoplasmático rugoso apresenta as seguintes funções: aumenta a superfície interna da célula, o que amplia o campo de atividade das enzimas, facilitando a ocorrência de reações químicas necessárias ao metabolismo celular, síntese de proteínas (sua principal função) e armazenamento.
O retículo endoplasmático está envolvido na síntese de proteínas e lipídios, na desintoxicação celular e no transporte intracelular. Existem dois tipos de retículos, classificados de acordo com a presença ou ausência de ribossomas na sua superfície: rugoso ou granular e liso, respectivamente. O retículo endoplasmático não está presente nas hemácias e nos espermatozóides, pois estes não realizam síntese ou transporte de proteínas.

## Retículo endoplasmático rugoso ou granular
O retículo endoplasmático rugoso ou granular (RER ou REG), também designado retículo endoplasmático granuloso ou ergastoplasma (do grego ergozomai, que significa "elaborar", "sintetizar"), é formado por sistemas de vesículas achatadas com ribossomas aderidos à membrana, o que lhe confere aspecto granular.
Participa da síntese de proteínas, que serão enviadas para o exterior da célula. Esse tipo de retículo é muito desenvolvido em células com funções secretoras. São os casos, por exemplo, das células do pâncreas, que secretam enzimas digestivas, das células caliciformes da parede do intestino, que secretam muco, e das células secretoras tipo II, nos alvéolos pulmonares, que produzem lipoproteína surfactante.
Graças aos ribossomas aderidos a suas membranas, o retículo endoplasmático rugoso atua na produção de certas proteínas celulares como o colágeno, que é uma proteína produzida pelo RER do fibroblasto.
A ligação de polirribossomas à superfície citosólica do RER é feita através de proteínas integrais:
- Docking protein (partícula receptora de reconhecimento de sinal)
- Riboforinas I e II (proteínas receptoras do ribossoma)
- Proteína do Poro

A presença de polirribossomas no RER possibilita sua função de síntese de proteínas. Por isto ele é tão desenvolvido em células com intensa síntese proteica, destinada à exportação ou a organelas com membrana. Além disso, o RER também participa de modificações pós-traducionais proteicas: sulfatação, pregueamento e glicosilação.

## Retículo endoplasmático liso ou agranular
O retículo endoplasmático liso (REL), também chamado retículo endoplasmático agranular, é formado por sistemas de túbulos cilíndricos e sem ribossomas aderidos à membrana.
Participa principalmente da síntese de esteróides, fosfolipídeos e outros lipídeos. O REL tem, como uma de suas principais funções, a desintoxicação do organismo, atuando na degradação do etanol ingerido em bebidas alcoólicas, assim como a degradação de medicamentos ingeridos pelo organismo como antibióticos e barbitúricos (substâncias anestésicas). Esse tipo de retículo é abundante principalmente em células do fígado, gónadas e pâncreas.
O retículo endoplasmático liso é composto por uma rede tridimensional de túbulos e cisternas interconectados, que vai desde a membrana nuclear (a cisterna do RE é contínua com a cisterna perinuclear) até a membrana plasmática.

## Retículo endoplasmático e a tolerância ao álcool
O álcool, drogas e sedativos, quando consumidos em excesso ou com frequência, induzem à proliferação do retículo não-granuloso e de suas enzimas. Isto aumenta a tolerância do organismo à droga, ou seja, são necessárias doses cada vez mais altas para que esta possa fazer algum efeito. Esta tolerância a uma substância pode tornar o organismo tolerante a outras substâncias úteis ao mesmo tempo, como remédios. Por essa razão, é importante que se entenda os problemas decorrentes da excessiva ingestão de bebidas alcoólicas, drogas e do uso de medicamentos sem prescrição e controle médico.